# Harald Eggers
Harald Eggers (ur. 7 lipca 1942 w Berlinie) – niemiecki lekkoatleta, sprinter. W czasie swojej kariery reprezentował Niemiecką Republikę Demokratyczną.

## Kariera sportowa
Został zdyskwalifikowany w półfinale biegu na 100 metrów i odpadł w eliminacjach biegu na 200 metrów na mistrzostwach Europy w 1966 w Budapeszcie, a  sztafeta NRD 4 × 100 metrów w składzie: Eggers, Rainer Berger, Heinz Erbstößer i Hermann Burde zajęła w finale 4. miejsce. Eggers zajął 3. miejsce w biegu na 100 metrów i w sztafecie 4 × 100 metrów w finale pucharu Europy w 1967 w Kijowie.
Odpadł w półfinale biegu na 100 metrów na igrzyskach olimpijskich w 1968 w Meksyku, a sztafeta NRD 4 × 100 metrów w składzie: Erbstößer, Hartmut Schelter, Peter Haase i Eggers zajęła w finale 5. miejsce. Dwukrotnie poprawiała wówczas rekord Europy na tym dystansie (czasami 38,9 s i 38,7 s), lecz w finale utraciła go na rzecz sztafety z Francji. Zwyciężył w sztafecie 4 × 100 metrów w finale pucharu Europy w 1970 w Sztokholmie.
Eggers był mistrzem NRD w biegu na 100 metrów w 1966 i 1967, wicemistrzem w tej konkurencji w 1965 oraz brązowym medalistą w 1968, a także mistrzem w biegu na 200 metrów w 1967, wicemistrzem w  1966 i 1968 oraz brązowym medalistą w 1965. Był również mistrzem NRD w sztafecie 4 × 100 metrów w latach 1965–1967 i 1971 oraz wicemistrzem w latach 1968–1970, a także mistrzem w 1966 i wicemistrzem w 1967 w sztafecie 4 × 200 metrów. W hali był mistrzem w biegu na 50 metrów w 1966 i wicemistrzem w biegu na 55 metrów w 1969 oraz mistrzem w biegu sztafetowym w 1966 i 1967.
15 maja 1966 w Lipsku wyrównał rekord NRD w biegu na 100 metrów czasem 10,2 s. Czterokrotnie poprawiał rekord NRD w sztafecie 4 × 100 metrów do wyniku 38,66 s (19 października 1968 w Meksyku).